# Joseph Remy Leopold Delboeuf
Joseph Remy Leopold Delboeuf, belgijski filozof in psiholog, * 1831, † 1896. 
Delboueuf je proučeval gnoseološki problem (Essai de logique scientifique, 1865), potem pa preko eksperimentalne psihologije področje občutljivosti. Zanimal se je za hipnotizem. 

## Dela
- De la psychologie comme science naturelle, son present et son avenir (1876)
- Elements de psychophysique generale et speciale (1883)